# Аячі (станція)
Аячі (рос. Аячи) — станція Могочинського регіону Забайкальської залізниці Росії, розташована на дільниці Куенга — Бамівська між колійним постом Утені (відстань — 8 км) і станцією Ороченський (17 км). Відстань до ст. Куенга — 561 км, до ст. Бамівська — 188 км; до транзитного пункту Каримська — 793 км.